# Tour La Provence de 2018
A 3.ª edição do Tour La Provence foi uma carreira de ciclismo de estrada que se celebrou na França entre 8 e 11 de fevereiro de 2018 com um percurso de 482,9 km com um prólogo no Circuito Paul Ricard em Le Castellet e três etapas entre as localidades de Aubagne e Marselha.
A carreira fez parte do UCI Europe Tour de 2018 dos Circuitos Continentais da UCI, dentro da categoria 2.1.
A carreira foi vencida pelo ciclista francês Alexandre Geniez da equipa AG2R La Mondiale. O pódio completaram-no os também franceses Tony Gallopin da AG2R La Mondiale e Rudy Molard da FDJ.

## Equipas participantes
Tomaram parte na carreira 13 equipas: 2 de categoria UCI WorldTeam, 5 de categoria Profissional Continental e 6 de categoria Continental,quines conformaram um pelotão de 106 ciclistas dos quais terminaram 101:
| Equipes WorldTeam (2)- AG2R La Mondiale - FDJ Equipes profissionais Continentais (5)- Fortuneo-Samsic - Vital Concept - Direct Énergie - Delko-Marseille Provence-KTM - Cofidis, Solutions Crédits Equipes Continentais (6)- Roubaix Lille Métropole - Saint Michel-Auber 93 - Polartec-Kometa - Sovac-Natura4Ever - Lotto-Kern-Haus - Amore & Vita-Prodir |
| |

## Etapas
| Etapa   | Data    | Percurso                                    | type            | Distância (km) | Vencedor           | Líder geral      |
| ------- | ------- | ------------------------------------------- | --------------- | -------------- | ------------------ | ---------------- |
| Prólogo | 8 fev.  | Circuito Paul Ricard – Circuito Paul Ricard | prólogo         | 5,8            | Alexandre Geniez   | Alexandre Geniez |
| 1       | 9 fev.  | Aubagne – Istres                            | etapa escarpada | 165,9          | Christophe Laporte | Alexandre Geniez |
| 2       | 10 fev. | La Ciotat – Gémenos                         | etapa escarpada | 144,5          | Rémy Di Gregorio   | Alexandre Geniez |
| 3       | 11 fev. | Aix-en-Provence – Marselha                  | etapa escarpada | 166,7          | Christophe Laporte | Alexandre Geniez |

## Desenvolvimento da carreira

### Prólogo
| Circuito Paul Ricard - Circuito Paul Ricard | prólogo | (5,8 km) |

| \| Classificação por etapas \| Classificação por etapas \| Classificação por etapas \| Classificação por etapas \| Classificação por etapas \| \| Ciclista \| Ciclista \| Equipe \| Tempo \| \| \| ------------------------ \| ------------------------ \| -------------------------- \| ------------------------ \| ------------------------ \| \| 1. \| Alexandre Geniez \| AG2R La Mondiale \| 6m49s \| \| \| 2. \| Sylvain Chavanel \| Direct Énergie \| + 2s \| \| \| 3. \| Christophe Laporte \| Cofidis, Solutions Crédits \| + 2s \| \| \| 4. \| Tony Gallopin \| AG2R La Mondiale \| + 5s \| \| \| 5. \| Rudy Molard \| FDJ \| + 7s \| \| \| 6. \| Yoann Paillot \| Saint Michel-Auber 93 \| + 7s \| \| \| 7. \| Jérémy Cabot \| Roubaix Lille Métropole \| + 7s \| \| \| 8. \| Marc Sarreau \| FDJ \| + 8s \| \| \| 9. \| Bruno Armirail \| FDJ \| + 8s \| \| \| 10. \| Anthony Perez \| Cofidis, Solutions Crédits \| + 10s \| \| |                    |                            |       |
| |                    |                            |       |
| |                    |                            |       |
| Classificação por etapas |                    |                            |       |
| Ciclista | Ciclista           | Equipe                     | Tempo |
| 1. | Alexandre Geniez   | AG2R La Mondiale           | 6m49s |
| 2. | Sylvain Chavanel   | Direct Énergie             | + 2s  |
| 3. | Christophe Laporte | Cofidis, Solutions Crédits | + 2s  |
| 4. | Tony Gallopin      | AG2R La Mondiale           | + 5s  |
| 5. | Rudy Molard        | FDJ                        | + 7s  |
| 6. | Yoann Paillot      | Saint Michel-Auber 93      | + 7s  |
| 7. | Jérémy Cabot       | Roubaix Lille Métropole    | + 7s  |
| 8. | Marc Sarreau       | FDJ                        | + 8s  |
| 9. | Bruno Armirail     | FDJ                        | + 8s  |
| 10. | Anthony Perez      | Cofidis, Solutions Crédits | + 10s |

| \| Classificação geral \| Classificação geral \| Classificação geral \| Classificação geral \| Classificação geral \| \| Ciclista \| Ciclista \| Equipe \| Tempo \| \| \| ------------------- \| ------------------- \| -------------------------- \| ------------------- \| ------------------- \| \| 1. \| Alexandre Geniez \| AG2R La Mondiale \| 6m49s \| \| \| 2. \| Sylvain Chavanel \| Direct Énergie \| + 2s \| \| \| 3. \| Christophe Laporte \| Cofidis, Solutions Crédits \| + 2s \| \| \| 4. \| Tony Gallopin \| AG2R La Mondiale \| + 5s \| \| \| 5. \| Rudy Molard \| FDJ \| + 7s \| \| \| 6. \| Yoann Paillot \| Saint Michel-Auber 93 \| + 7s \| \| \| 7. \| Jérémy Cabot \| Roubaix Lille Métropole \| + 7s \| \| \| 8. \| Marc Sarreau \| FDJ \| + 8s \| \| \| 9. \| Bruno Armirail \| FDJ \| + 8s \| \| \| 10. \| Anthony Perez \| Cofidis, Solutions Crédits \| + 10s \| \| |                    |                            |       |
| |                    |                            |       |
| |                    |                            |       |
| Classificação geral |                    |                            |       |
| Ciclista | Ciclista           | Equipe                     | Tempo |
| 1. | Alexandre Geniez   | AG2R La Mondiale           | 6m49s |
| 2. | Sylvain Chavanel   | Direct Énergie             | + 2s  |
| 3. | Christophe Laporte | Cofidis, Solutions Crédits | + 2s  |
| 4. | Tony Gallopin      | AG2R La Mondiale           | + 5s  |
| 5. | Rudy Molard        | FDJ                        | + 7s  |
| 6. | Yoann Paillot      | Saint Michel-Auber 93      | + 7s  |
| 7. | Jérémy Cabot       | Roubaix Lille Métropole    | + 7s  |
| 8. | Marc Sarreau       | FDJ                        | + 8s  |
| 9. | Bruno Armirail     | FDJ                        | + 8s  |
| 10. | Anthony Perez      | Cofidis, Solutions Crédits | + 10s |

### 1.ª etapa
| Aubagne - Istres | etapa escarpada | (165,9 km) |

| \| Classificação por etapas \| Classificação por etapas \| Classificação por etapas \| Classificação por etapas \| Classificação por etapas \| \| Ciclista \| Ciclista \| Equipe \| Tempo \| \| \| ------------------------ \| ------------------------ \| ------------------------------- \| ------------------------ \| ------------------------ \| \| 1. \| Christophe Laporte \| Cofidis, Solutions Crédits \| 4h04m44s \| \| \| 2. \| Eduard-Michael Grosu \| Nippo-Vini Fantini-Europa Ovini \| + 0s \| \| \| 3. \| Pierre Barbier \| Roubaix Lille Métropole \| + 0s \| \| \| 4. \| Rudy Barbier \| AG2R La Mondiale \| + 0s \| \| \| 5. \| Lilian Calmejane \| Direct Énergie \| + 0s \| \| \| 6. \| Julen Irizar \| Euskadi-Murias \| + 0s \| \| \| 7. \| Dorian Godon \| Cofidis, Solutions Crédits \| + 0s \| \| \| 8. \| Jonas Van Genechten \| Vital Concept \| + 0s \| \| \| 9. \| Youcef Reguigui \| Sovac-Natura4Ever \| + 0s \| \| \| 10. \| Justin Jules \| WB-Aqua Protect-Veranclassic \| + 0s \| \| |                      |                                 |          |
| |                      |                                 |          |
| |                      |                                 |          |
| Classificação por etapas |                      |                                 |          |
| Ciclista | Ciclista             | Equipe                          | Tempo    |
| 1. | Christophe Laporte   | Cofidis, Solutions Crédits      | 4h04m44s |
| 2. | Eduard-Michael Grosu | Nippo-Vini Fantini-Europa Ovini | + 0s     |
| 3. | Pierre Barbier       | Roubaix Lille Métropole         | + 0s     |
| 4. | Rudy Barbier         | AG2R La Mondiale                | + 0s     |
| 5. | Lilian Calmejane     | Direct Énergie                  | + 0s     |
| 6. | Julen Irizar         | Euskadi-Murias                  | + 0s     |
| 7. | Dorian Godon         | Cofidis, Solutions Crédits      | + 0s     |
| 8. | Jonas Van Genechten  | Vital Concept                   | + 0s     |
| 9. | Youcef Reguigui      | Sovac-Natura4Ever               | + 0s     |
| 10. | Justin Jules         | WB-Aqua Protect-Veranclassic    | + 0s     |

| \| Classificação geral \| Classificação geral \| Classificação geral \| Classificação geral \| Classificação geral \| \| Ciclista \| Ciclista \| Equipe \| Tempo \| \| \| ------------------- \| ------------------- \| -------------------------- \| ------------------- \| ------------------- \| \| 1. \| Alexandre Geniez \| AG2R La Mondiale \| 4h11m33s \| \| \| 2. \| Sylvain Chavanel \| Direct Énergie \| + 2s \| \| \| 3. \| Christophe Laporte \| Cofidis, Solutions Crédits \| + 2s \| \| \| 4. \| Tony Gallopin \| AG2R La Mondiale \| + 5s \| \| \| 5. \| Rudy Molard \| FDJ \| + 7s \| \| \| 6. \| Yoann Paillot \| Saint Michel-Auber 93 \| + 7s \| \| \| 7. \| Jérémy Cabot \| Roubaix Lille Métropole \| + 7s \| \| \| 8. \| Marc Sarreau \| FDJ \| + 8s \| \| \| 9. \| Bruno Armirail \| FDJ \| + 8s \| \| \| 10. \| Anthony Perez \| Cofidis, Solutions Crédits \| + 10s \| \| |                    |                            |          |
| |                    |                            |          |
| |                    |                            |          |
| Classificação geral |                    |                            |          |
| Ciclista | Ciclista           | Equipe                     | Tempo    |
| 1. | Alexandre Geniez   | AG2R La Mondiale           | 4h11m33s |
| 2. | Sylvain Chavanel   | Direct Énergie             | + 2s     |
| 3. | Christophe Laporte | Cofidis, Solutions Crédits | + 2s     |
| 4. | Tony Gallopin      | AG2R La Mondiale           | + 5s     |
| 5. | Rudy Molard        | FDJ                        | + 7s     |
| 6. | Yoann Paillot      | Saint Michel-Auber 93      | + 7s     |
| 7. | Jérémy Cabot       | Roubaix Lille Métropole    | + 7s     |
| 8. | Marc Sarreau       | FDJ                        | + 8s     |
| 9. | Bruno Armirail     | FDJ                        | + 8s     |
| 10. | Anthony Perez      | Cofidis, Solutions Crédits | + 10s    |

### 2.ª etapa
| La Ciotat - Gémenos | etapa escarpada | (144,5 km) |

| \| Classificação por etapas \| Classificação por etapas \| Classificação por etapas \| Classificação por etapas \| Classificação por etapas \| \| Ciclista \| Ciclista \| Equipe \| Tempo \| \| \| ------------------------ \| ------------------------ \| ---------------------------- \| ------------------------ \| ------------------------ \| \| 1. \| Rémy Di Gregorio \| Delko-Marseille Provence-KTM \| 3h46m05s \| \| \| 2. \| Lilian Calmejane \| Direct Énergie \| + 0s \| \| \| 3. \| Tony Gallopin \| AG2R La Mondiale \| + 0s \| \| \| 4. \| Jonathan Hivert \| Direct Énergie \| + 0s \| \| \| 5. \| Mathias Le Turnier \| Cofidis, Solutions Crédits \| + 0s \| \| \| 6. \| Rudy Molard \| FDJ \| + 0s \| \| \| 7. \| Alexandre Geniez \| AG2R La Mondiale \| + 0s \| \| \| 8. \| David Gaudu \| FDJ \| + 0s \| \| \| 9. \| Mathias Frank \| AG2R La Mondiale \| + 3s \| \| \| 10. \| Sylvain Chavanel \| Direct Énergie \| + 9s \| \| |                    |                              |          |
| |                    |                              |          |
| |                    |                              |          |
| Classificação por etapas |                    |                              |          |
| Ciclista | Ciclista           | Equipe                       | Tempo    |
| 1. | Rémy Di Gregorio   | Delko-Marseille Provence-KTM | 3h46m05s |
| 2. | Lilian Calmejane   | Direct Énergie               | + 0s     |
| 3. | Tony Gallopin      | AG2R La Mondiale             | + 0s     |
| 4. | Jonathan Hivert    | Direct Énergie               | + 0s     |
| 5. | Mathias Le Turnier | Cofidis, Solutions Crédits   | + 0s     |
| 6. | Rudy Molard        | FDJ                          | + 0s     |
| 7. | Alexandre Geniez   | AG2R La Mondiale             | + 0s     |
| 8. | David Gaudu        | FDJ                          | + 0s     |
| 9. | Mathias Frank      | AG2R La Mondiale             | + 3s     |
| 10. | Sylvain Chavanel   | Direct Énergie               | + 9s     |

| \| Classificação geral \| Classificação geral \| Classificação geral \| Classificação geral \| Classificação geral \| \| Ciclista \| Ciclista \| Equipe \| Tempo \| \| \| ------------------- \| ------------------- \| -------------------------- \| ------------------- \| ------------------- \| \| 1. \| Alexandre Geniez \| AG2R La Mondiale \| 7h57m38s \| \| \| 2. \| Tony Gallopin \| AG2R La Mondiale \| + 5s \| \| \| 3. \| Rudy Molard \| FDJ \| + 7s \| \| \| 4. \| Sylvain Chavanel \| Direct Énergie \| + 11s \| \| \| 5. \| Lilian Calmejane \| Direct Énergie \| + 13s \| \| \| 6. \| Mathias Le Turnier \| Cofidis, Solutions Crédits \| + 14s \| \| \| 7. \| Mathias Frank \| AG2R La Mondiale \| + 16s \| \| \| 8. \| Jonathan Hivert \| Direct Énergie \| + 19s \| \| \| 9. \| David Gaudu \| FDJ \| + 24s \| \| \| 10. \| Quentin Pacher \| Vital Concept \| + 41s \| \| |                    |                            |          |
| |                    |                            |          |
| |                    |                            |          |
| Classificação geral |                    |                            |          |
| Ciclista | Ciclista           | Equipe                     | Tempo    |
| 1. | Alexandre Geniez   | AG2R La Mondiale           | 7h57m38s |
| 2. | Tony Gallopin      | AG2R La Mondiale           | + 5s     |
| 3. | Rudy Molard        | FDJ                        | + 7s     |
| 4. | Sylvain Chavanel   | Direct Énergie             | + 11s    |
| 5. | Lilian Calmejane   | Direct Énergie             | + 13s    |
| 6. | Mathias Le Turnier | Cofidis, Solutions Crédits | + 14s    |
| 7. | Mathias Frank      | AG2R La Mondiale           | + 16s    |
| 8. | Jonathan Hivert    | Direct Énergie             | + 19s    |
| 9. | David Gaudu        | FDJ                        | + 24s    |
| 10. | Quentin Pacher     | Vital Concept              | + 41s    |

### 3.ª etapa
| Aix-en-Provence - Marselha | etapa escarpada | (166,7 km) |

| \| Classificação por etapas \| Classificação por etapas \| Classificação por etapas \| Classificação por etapas \| Classificação por etapas \| \| Ciclista \| Ciclista \| Equipe \| Tempo \| \| \| ------------------------ \| ------------------------ \| ------------------------------- \| ------------------------ \| ------------------------ \| \| 1. \| Christophe Laporte \| Cofidis, Solutions Crédits \| 4h15m27s \| \| \| 2. \| Pierre Barbier \| Roubaix Lille Métropole \| + 0s \| \| \| 3. \| Jonas Van Genechten \| Vital Concept \| + 0s \| \| \| 4. \| Samuel Dumoulin \| AG2R La Mondiale \| + 0s \| \| \| 5. \| Romain Feillu \| Saint Michel-Auber 93 \| + 0s \| \| \| 6. \| Jérémy Leveau \| Delko-Marseille Provence-KTM \| + 0s \| \| \| 7. \| Damiano Cima \| Nippo-Vini Fantini-Europa Ovini \| + 0s \| \| \| 8. \| Marc Sarreau \| FDJ \| + 0s \| \| \| 9. \| Cyril Barthe \| Euskadi-Murias \| + 0s \| \| \| 10. \| Romain Hardy \| Fortuneo-Samsic \| + 0s \| \| |                     |                                 |          |
| |                     |                                 |          |
| |                     |                                 |          |
| Classificação por etapas |                     |                                 |          |
| Ciclista | Ciclista            | Equipe                          | Tempo    |
| 1. | Christophe Laporte  | Cofidis, Solutions Crédits      | 4h15m27s |
| 2. | Pierre Barbier      | Roubaix Lille Métropole         | + 0s     |
| 3. | Jonas Van Genechten | Vital Concept                   | + 0s     |
| 4. | Samuel Dumoulin     | AG2R La Mondiale                | + 0s     |
| 5. | Romain Feillu       | Saint Michel-Auber 93           | + 0s     |
| 6. | Jérémy Leveau       | Delko-Marseille Provence-KTM    | + 0s     |
| 7. | Damiano Cima        | Nippo-Vini Fantini-Europa Ovini | + 0s     |
| 8. | Marc Sarreau        | FDJ                             | + 0s     |
| 9. | Cyril Barthe        | Euskadi-Murias                  | + 0s     |
| 10. | Romain Hardy        | Fortuneo-Samsic                 | + 0s     |

## Classificações finais
As classificações finalizaram da seguinte forma:

### Classificação geral
| \| Classificação geral \| Classificação geral \| Classificação geral \| Classificação geral \| Classificação geral \| \| Ciclista \| Ciclista \| Equipe \| Tempo \| \| \| ------------------- \| ------------------- \| ---------------------------- \| ------------------- \| ------------------- \| \| 1. \| Alexandre Geniez \| AG2R La Mondiale \| 12h13m05s \| \| \| 2. \| Tony Gallopin \| AG2R La Mondiale \| + 5s \| \| \| 3. \| Rudy Molard \| FDJ \| + 7s \| \| \| 4. \| Sylvain Chavanel \| Direct Énergie \| + 11s \| \| \| 5. \| Lilian Calmejane \| Direct Énergie \| + 13s \| \| \| 6. \| Mathias Le Turnier \| Cofidis, Solutions Crédits \| + 14s \| \| \| 7. \| Mathias Frank \| AG2R La Mondiale \| + 16s \| \| \| 8. \| Jonathan Hivert \| Direct Énergie \| + 19s \| \| \| 9. \| David Gaudu \| FDJ \| + 24s \| \| \| 10. \| Quentin Pacher \| Vital Concept \| + 41s \| \| \| 11. \| Maxime Bouet \| Fortuneo-Samsic \| + 42s \| \| \| 12. \| Yoann Bagot \| Vital Concept \| + 42s \| \| \| 13. \| Rémy Di Gregorio \| Delko-Marseille Provence-KTM \| + 52s \| \| \| 14. \| Anthony Perez \| Cofidis, Solutions Crédits \| + 1m02s \| \| \| 15. \| Romain Seigle \| FDJ \| + 1m03s \| \| |                    |                              |           |
| |                    |                              |           |
| Fonte: ProCyclingStats |                    |                              |           |
| Classificação geral |                    |                              |           |
| Ciclista | Ciclista           | Equipe                       | Tempo     |
| 1. | Alexandre Geniez   | AG2R La Mondiale             | 12h13m05s |
| 2. | Tony Gallopin      | AG2R La Mondiale             | + 5s      |
| 3. | Rudy Molard        | FDJ                          | + 7s      |
| 4. | Sylvain Chavanel   | Direct Énergie               | + 11s     |
| 5. | Lilian Calmejane   | Direct Énergie               | + 13s     |
| 6. | Mathias Le Turnier | Cofidis, Solutions Crédits   | + 14s     |
| 7. | Mathias Frank      | AG2R La Mondiale             | + 16s     |
| 8. | Jonathan Hivert    | Direct Énergie               | + 19s     |
| 9. | David Gaudu        | FDJ                          | + 24s     |
| 10. | Quentin Pacher     | Vital Concept                | + 41s     |
| 11. | Maxime Bouet       | Fortuneo-Samsic              | + 42s     |
| 12. | Yoann Bagot        | Vital Concept                | + 42s     |
| 13. | Rémy Di Gregorio   | Delko-Marseille Provence-KTM | + 52s     |
| 14. | Anthony Perez      | Cofidis, Solutions Crédits   | + 1m02s   |
| 15. | Romain Seigle      | FDJ                          | + 1m03s   |

### Classificação por pontos
| Classificação por pontos | Classificação por pontos | Classificação por pontos        | Classificação por pontos | Classificação por pontos |
| Ciclista                 | Ciclista                 | Equipe                          | Pontos                   |                          |
| ------------------------ | ------------------------ | ------------------------------- | ------------------------ | ------------------------ |
| 1.                       | Christophe Laporte       | Cofidis, Solutions Crédits      | 50 pts                   |                          |
| 2.                       | Pierre Barbier           | Roubaix Lille Métropole         | 36 pts                   |                          |
| 3.                       | Lilian Calmejane         | Direct Énergie                  | 32 pts                   |                          |
| 4.                       | Rémy Di Gregorio         | Delko-Marseille Provence-KTM    | 25 pts                   |                          |
| 5.                       | Diego Pablo Sevilla      | Polartec-Kometa                 | 24 pts                   |                          |
| 6.                       | Jonas Van Genechten      | Vital Concept                   | 23 pts                   |                          |
| 7.                       | Marco Bernardinetti      | Amore & Vita-Prodir             | 20 pts                   |                          |
| 8.                       | Eduard-Michael Grosu     | Nippo-Vini Fantini-Europa Ovini | 20 pts                   |                          |
| 9.                       | Tony Gallopin            | AG2R La Mondiale                | 16 pts                   |                          |
| 10.                      | Jonathan Hivert          | Direct Énergie                  | 14 pts                   |                          |

### Classificação da montanha
| Classificação da montanha | Classificação da montanha | Classificação da montanha    | Classificação da montanha | Classificação da montanha |
| Ciclista                  | Ciclista                  | Equipe                       | Pontos                    |                           |
| ------------------------- | ------------------------- | ---------------------------- | ------------------------- | ------------------------- |
| 1.                        | Diego Pablo Sevilla       | Polartec-Kometa              | 22 pts                    |                           |
| 2.                        | Ángel Madrazo             | Delko-Marseille Provence-KTM | 15 pts                    |                           |
| 3.                        | Jérôme Mainard            | Roubaix Lille Métropole      | 14 pts                    |                           |
| 4.                        | Marco Bernardinetti       | Amore & Vita-Prodir          | 12 pts                    |                           |
| 5.                        | Nikolay Mihaylov          | Delko-Marseille Provence-KTM | 12 pts                    |                           |
| 6.                        | Perrig Quéméneur          | Direct Énergie               | 10 pts                    |                           |
| 7.                        | Sylvain Chavanel          | Direct Énergie               | 10 pts                    |                           |
| 8.                        | Rémy Di Gregorio          | Delko-Marseille Provence-KTM | 8 pts                     |                           |
| 9.                        | Fernando Barceló          | Euskadi-Murias               | 8 pts                     |                           |
| 10.                       | Lilian Calmejane          | Direct Énergie               | 6 pts                     |                           |

### Classificação do melhor jovem
| Classificação dos jovens | Classificação dos jovens         | Classificação dos jovens     | Classificação dos jovens | Classificação dos jovens |
| Ciclista                 | Ciclista                         | Equipe                       | Tempo                    |                          |
| ------------------------ | -------------------------------- | ---------------------------- | ------------------------ | ------------------------ |
| 1.                       | Mathias Le Turnier               | Cofidis, Solutions Crédits   | 12h13m19s                |                          |
| 2.                       | David Gaudu                      | FDJ                          | + 10s                    |                          |
| 3.                       | Romain Seigle                    | FDJ                          | + 49s                    |                          |
| 4.                       | Michel Ries                      | Polartec-Kometa              | + 1m07s                  |                          |
| 5.                       | Miguel Ángel Ballesteros Cánovas | Polartec-Kometa              | + 1m24s                  |                          |
| 6.                       | Cyril Barthe                     | Euskadi-Murias               | + 1m39s                  |                          |
| 7.                       | Patrick Müller                   | Vital Concept                | + 3m34s                  |                          |
| 8.                       | Julien Mortier                   | WB-Aqua Protect-Veranclassic | + 3m36s                  |                          |
| 9.                       | Dorian Godon                     | Cofidis, Solutions Crédits   | + 6m07s                  |                          |
| 10.                      | Luca Henn                        | Team Lotto-Kern Haus         | + 6m24s                  |                          |

### Classificação por equipas
| Classificação por equipes | Classificação por equipes    | Classificação por equipes | Classificação por equipes |
| Equipe                    | Equipe                       | Tempo                     |                           |
| ------------------------- | ---------------------------- | ------------------------- | ------------------------- |
| 1.                        | AG2R La Mondiale             | 36h39m36s                 |                           |
| 2.                        | Direct Énergie               | + 22s                     |                           |
| 3.                        | FDJ                          | + 54s                     |                           |
| 4.                        | Vital Concept                | + 1m59s                   |                           |
| 5.                        | Saint Michel-Auber 93        | + 2m42s                   |                           |
| 6.                        | Fortuneo-Samsic              | + 2m45s                   |                           |
| 7.                        | WB-Aqua Protect-Veranclassic | + 4m26s                   |                           |
| 8.                        | Delko-Marseille Provence-KTM | + 4m26s                   |                           |
| 9.                        | Cofidis, Solutions Crédits   | + 7m04s                   |                           |
| 10.                       | Polartec-Kometa              | + 8m48s                   |                           |

## Evolução das classificações
| Etapa                 | Vencedor              | Classificação geral | Classificação por pontos | Classificação da montanha | Classificação dos jovens | Classificação da combinada | Classificação por equipas |
| --------------------- | --------------------- | ------------------- | ------------------------ | ------------------------- | ------------------------ | -------------------------- | ------------------------- |
| Prólogo               | Alexandre Geniez      | Alexandre Geniez    | não entregado            | não entregado             | Bruno Armirail           | não entregado              | AG2R La Mondiale          |
| 1.ª                   | Christophe Laporte    | Alexandre Geniez    | Christophe Laporte       | Marco Bernardinetti       | Bruno Armirail           |                            | AG2R La Mondiale          |
| 2.ª                   | Rémy Di Grégorio      | Alexandre Geniez    | Lilian Calmejane         | Ángel Madrazo             | Mathias Le Turnier       | Ludovic Robeet             | AG2R La Mondiale          |
| 3.ª                   | Christophe Laporte    | Alexandre Geniez    | Christophe Laporte       | Diego Pablo Sevilla       | Mathias Le Turnier       | Lilian Calmejane           | AG2R La Mondiale          |
| Classificações finais | Classificações finais | Alexandre Geniez    | Christophe Laporte       | Diego Pablo Sevilla       | Mathias Le Turnier       | Lilian Calmejane           | AG2R La Mondiale          |

## UCI World Ranking
O Tour La Provence outorga pontos para o UCI Europe Tour de 2018 e o UCI World Ranking, este último para corredores das equipas nas categorias UCI WorldTeam, Profissional Continental e Equipas Continentais. As seguintes tabelas mostram o barómetro de pontuação e os 10 corredores que obtiveram mais pontos:
| Posição             | 1.ª | 2.ª | 3.ª | 4.ª | 5.ª | 6.ª | 7.ª | 8.ª | 9.ª | 10.ª | 11.ª | 12.ª | 13.ª-15.ª | 16.ª-25.ª |
| Classificação geral | 125 | 85  | 70  | 60  | 50  | 40  | 35  | 30  | 25  | 20   | 15   | 10   | 5         | 3         |
| Por etapa           | 14  | 5   | 3   |     |     |     |     |     |     |      |      |      |           |           |
| Líder               | 3   |     |     |     |     |     |     |     |     |      |      |      |           |           |

| Classificação | Classificação      | Classificação              | Classificação | Classificação | Classificação | Classificação |
| Posição       | Ciclista           | Equipa                     | Geral         | Etapa         | Líder         | Total         |
| ------------- | ------------------ | -------------------------- | ------------- | ------------- | ------------- | ------------- |
| 1.º           | Alexandre Geniez   | AG2R La Mondiale           | 125           | 14            | 9             | 148           |
| 2.º           | Tony Gallopin      | AG2R La Mondiale           | 85            | 3             | -             | 88            |
| 3.º           | Rudy Molard        | FDJ                        | 70            | -             | -             | 70            |
| 4.º           | Sylvain Chavanel   | Direct Énergie             | 60            | 5             | -             | 65            |
| 5.º           | Lilian Calmejane   | Direct Énergie             | 50            | 5             | -             | 55            |
| 6.º           | Mathias Le Turnier | Cofidis, Solutions Crédits | 40            | -             | -             | 40            |
| 7.º           | Mathias Frank      | AG2R La Mondiale           | 35            | -             | -             | 35            |
| 8.º           | Christophe Laporte | Cofidis, Solutions Crédits | -             | 31            | -             | 31            |
| 9.º           | Jonathan Hivert    | Direct Énergie             | 30            | -             | -             | 30            |
| 10.º          | David Gaudu        | FDJ                        | 25            | -             | -             | 25            |